# Milan Bauman

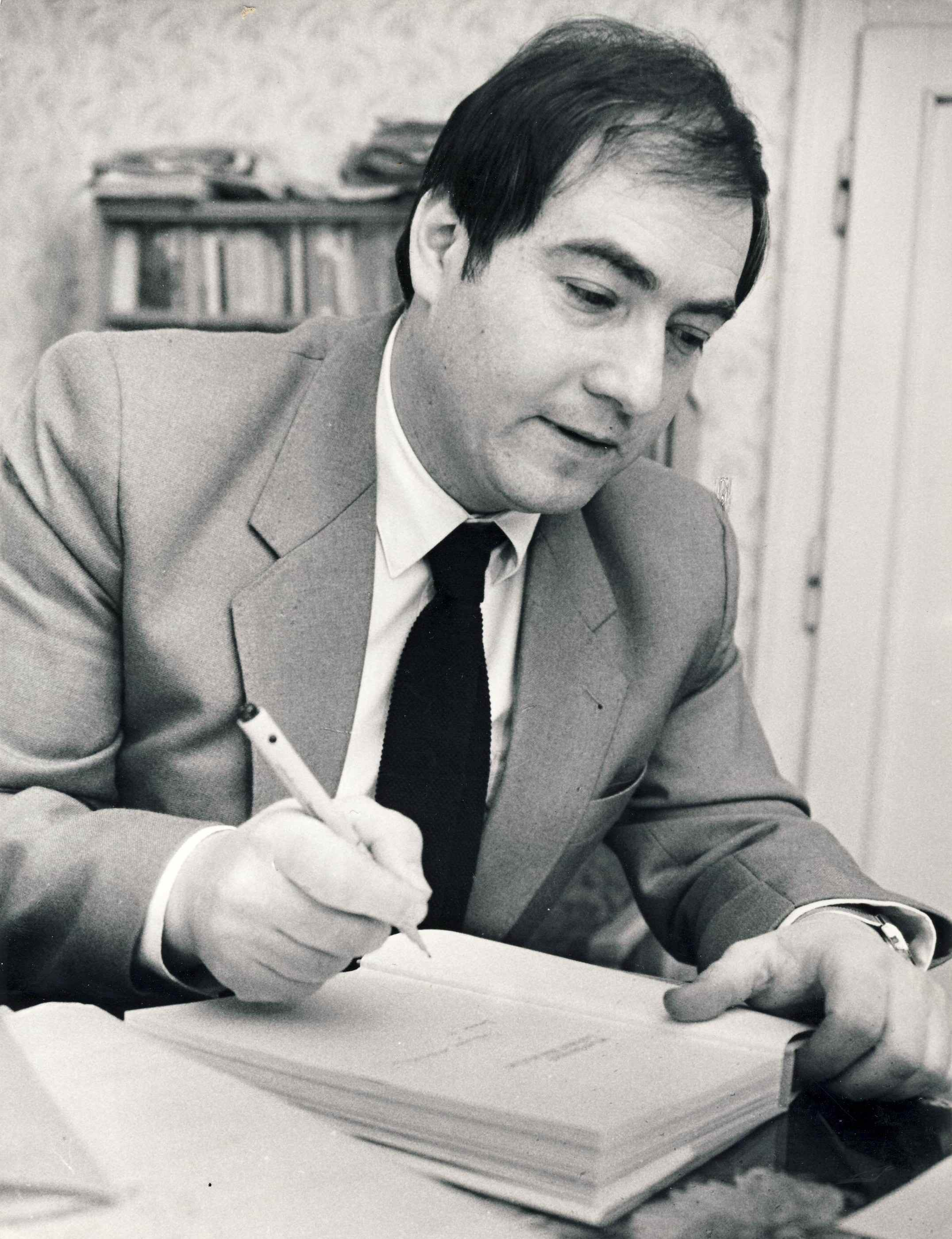
Milan Bauman – osmdesátá léta

Milan Bauman (27. března 1944 Oxford, Spojené království – 15. října 2021 Praha) byl český rozhlasový redaktor, novinář, publicista a popularizátor vědy a techniky.

## Životopis
Již od dětství se zajímal o astronomii. Jeho koníčkem byly také romány Julese Verna a vědecko-fantastická literatura. Zájem o pozorování hvězdné oblohy se pak proměnil v konkrétní podobu při pravidelných středečních službách na Petřínské hvězdárně, kde jako astronom-amatér působil ve funkci demonstrátora. Astronomie a počáteční éra kosmonautiky ho v roce 1960 přivedla k prvnímu kontaktu s novinářskou praxí. Spolupracoval s redakcí časopisu ABC při vedení dětských tzv. raketových posádek. Později, již jako rozhlasový pracovník, do spolupráce s časopisem ABC zapojil i další své kolegy.
Do Československého rozhlasu nastoupil na roční praxi 30. října 1961. Jako sedmnáctiletý elév pracoval v Hlavní redakci pro děti a mládež, v redakci vědy a techniky, jejímž vedoucím byl dr. Josef Kleibl. Zde se postupně seznamoval se základními konturami umění rozhlasového a novinářského řemesla. V únoru roku 1962 stál s ostatními kolegy z redakce u ideového zrodu proslulého přírodovědeckého magazínu pro mládež, (dnes populárně-vědeckého magazínu), pořadu Meteor, jehož pravidelné vysílání bylo zahájeno o rok později – v rámci nového školního roku v září 1963. Od 1. srpna 1962 pracoval (se zaměřením na vědu a techniku) v Redakci mezinárodní spolupráce (REMS) zahraničního vysílání. Po návratu z dvouleté vojenské prezenční služby opět nastoupil do zahraničního vysílání. V roce 1965 byl přijat k dálkovému studiu na Fakultě sociálních věd a publicistiky Univerzity Karlovy, kde působil do roku 1970. Poté, v letech 1970–1972 pokračoval v dálkovém rigoróznímu studiu na Fakultě žurnalistiky Univerzity Karlovy, kde získal titul PhDr. V době svého vysokoškolského studia zaměřil svou pozornost na psychologii a komunikaci. Jeho diplomová a rigorózní práce Psychologické faktory tvorby interviewu byla nakladatelstvím Novinář v roce 1973, za spoluautorství proděkana Fakulty žurnalistiky UK doc. Karla Štorkána, vydána pod názvem Umění interviewu jako vysokoškolská učebnice. V roce 1983 se dočkala 2. přepracovaného vydání. Před tím připravil též rozsáhlou publikaci Psychologie v novinářské praxi, která však již pro údajný „netřídní přístup“ nebyla v roce 1974 v době normalizace lektory povolena k vydání.
Po uvolnění pracovní pozice v rubrice vědy a techniky HRPV přešel 17. ledna 1966 ze zahraničního vysílání do této specializované redakce. Zde se mohl plně rozvinout jeho celoživotní zájem o vědeckotechnické poznatky – především z oblasti astronomie, fyziky, výpočetní techniky i řady přírodovědných a dalších oborů. Nemohl proto, kupříkladu spolu s vedoucím redakce Ivo Budilem a našimi předními odborníky na kosmonautiku, chybět v červenci 1969 při živě vysílané besedě k přistání amerických astronautů z mise Apollo 11 na Měsíci. Odvysílal rovněž pořady o první československé družici Magion.

## Rozhlasové pořady
V rozhlase působil 43 let. Jeho jméno je spojeno s tvorbou vědeckotechnických popularizačních pořadů, v nichž srozumitelnou formou přibližoval svět nejnovějších poznatků z oblasti vědy, techniky i exaktních věd. Žánrově se jednalo o relace nejrůznějších forem – poznámky, rozhovory, živé besedy, komentáře, reportáže, dokumenty, komponované pořady, pásma, dramatizace i náročné fíčry. Jeho jméno je spojeno především s vědeckotechnickými magazíny. Podílel se na pořadech Sputník, Sputník na sobotu, Spektrum, Svět, věda a my, Zahraniční věda před mikrofonem, Věda 1969, Člověk-věda-společnost, Pondělník vědy a techniky a v poslední době zejména připravoval a moderoval magazín Satelit, dlouhodobě vysílaný v Českém rozhlase 2 – Praha a Radiožurnálu. Častým hostem v něm byl i astronom dr. Jiří Grygar a další naši přední odborníci.
Svými příspěvky také obohacoval pořady Encyklopedie souvislostí, Kolotoč a Dobré jitro. Autorsky se podílel i na mnoha dílech cyklu A léta běží…. V pořadu Meteor se vysílaly dramatizace z jeho vědeckopopulárních knížek a další pásma.

## Ceny a ocenění
Za svoji dlouholetou redaktorskou činnost obdržel několik desítek prestižních domácích i zahraničních uznání, např. Cenu Československé akademie věd za popularizaci vědy z roku 1976.

## Aktivity
Prosazoval zavedení počítačů do novinářské praxe v Československém rozhlase a v Dobříši organizoval v rámci Vědeckotechnické společnosti (VTS) a Československého svazu novinářů první kurzy základů informační techniky pro žurnalisty. Základy tehdejšího editoru WordPerfect přednášel na Fakultě žurnalistiky.
Z Českého rozhlasu odešel 20. dubna 2004. Poté pracoval jako volný novinář se zaměřením na popularizaci vědy a techniky a spolupracoval s rozhlasem.

## Další novinářská a literární činnost
Vědu a techniku popularizoval nejen na rozhlasových vlnách, ale také ve svých článcích a populárně vědeckých knihách – Záhady pro zítřek (první vydání – 1979, druhé zcela přepracované vydání – 1988 a slovenské vydání – 1988). Na prahu neznámých světů – 1981. Labyrint říše rozumu – 1985. (Knihy Zahady pro zítřek a Na prahu neznámých světů byly oceněny dvěma cenami nakladatelství Práce – v letech 1979 a 1981). V roce 2014 vyšla v nakladatelství Radioservis ve spolupráci s pořadem Meteor jeho kniha Pohyblivé obzory (Jevy, kterým ještě zcela nerozumíme). V listopadu 2018 kniha Štvanci touhy (Jak mozek ovlivňuje lásku, milování a sex. Co už víme či ještě nevíme?). V říjnu 2019 kniha Mozek, zázrak na pět (Neviditelné souvislosti dějů, které se odehrávají v naší hlavě). Byla oceněna grantem Nadace Českého literárního fondu. V říjnu 2020 kniha Erotika za zrcadlem (Postřehy a názory, které vás možná minuly).[zdroj?]
Spolupracoval s Československou, později Českou televizí. 4. července 1984 uskutečnil a moderoval na Karlově mostě pro veřejnost – spolu s kolegou, redaktorem ČST Vladimírem Kunzem – první československý přenos obrazu a zvuku po optickém vlákně. Pořad z cyklu Perspektivy, kterého se kromě výzkumných pracovníků řady našich vědeckých pracovišť zúčastnili i herci televizního sci-fi seriálu Návštěvníci (1983) Josef Bláha (alias prof. akademik Jan Richard) a Adam Bernau (alias Viktor Král), byl vysílán pod názvem Akce Prométheus. Přítomní účastníci této historické události obdrželi pamětní list.[zdroj?]
Je autorem čtyřdílného televizního sci-fi seriálu pro nejmenší diváky Tunel Omega (1983), či třeba televizního dokumentu o záchraně Žďákovského mostu Akce Gemma. Tunel Omega byl společný experimentální projekt vzdělávacích redakcí České a Slovenské televize, který měl diváky touto dramatickou formou více získat pro problematiku záhad vesmíru. Hrdinové, kterými byli herci Bořivoj Navrátil, Jiří Bartoška, Milan Kňažko, Jarmila Švehlová, Ivan Luťanský (to byla jeho poslední role před tragickou smrtí ve Vietnamu) a mnozí další, putovali jako narychlo zavolaní jeskynní záchranáři nečekaně tunelem černé díry do jiného času a prostoru, aby se s překvapením dozvěděli, kdo je na konci drastické cesty plné nástrah a zvratů čeká (seriál se natáčel v jeskyních poblíž Berouna, v Macoše a v lomu Amerika na Berounsku). Ve čtvrté části průlet černou dírou komentoval dr. Jiří Grygar, prof. dr. Rudolf Pešek a další vědci.[zdroj?]
Po konzultacích, k nimž byl koncem sedmdesátých let přizván Vzdělávací redakcí České televize, (tehdy sídlící v pražské Jindřišské ulici), navrhl místo zvažovaného třináctidílného projektu amerického televizních seriálu Carla Sagana Cosmos: Cesta do neznáma, (vysílaného v USA v roce 1980) do role odborného průvodce obdobného typu pořadu domácí produkce dr. Jiřího Grygara. Seriál byl pro ČST v té době nedostatku deviz finančně náročný a obsahoval řadu témat, dobře známých u nás, například dějiny starého Říma, takže by pro využití byly zapotřebí úpravy. Vypravěč Carl Sagan téma pojímá velmi ze široka. V jednotlivých dílech se kromě astronomie a astrofyziky věnuje i mechanice, biologii, genetice, chemii a dalším vědám. Nemalá část času je věnována též historii – objasňování dřívějšího pohledu lidí na svět nebo medailonkům významných vědců.[zdroj?]
Bauman byl tak počátečním inspirátorem pozdějšího populárně naučného televizního seriálu Vzdělávací redakce Slovenské televize Okna vesmíru dokořán (1981–1991), jejímž scenáristou byl budoucí ředitel televize TV NOVA, (tehdy po odchodu z Československé televize redaktor Technického magazínu a autor knihy o Halleyově kometě Návraty první dámy), dr. Vladimír Železný. (Náměty jednotlivých dílů dr. Jiří Grygar).[zdroj?]
Kromě klasické žurnalistiky se profesně věnoval také tvorbě firemních videí, televizní reklamě, stylizaci tiskových zpráv a public relations. Jeho články nalezneme v řadě časopisů – například po dobu rozhlasové práce v Týdeníku Rozhlas a na webu ČRo, v Technickém týdeníku, měsíčníku Technik, internetovém DigiWebu, Věda a lidé, Mladá Fronta plus, VTM, víkendovém magazínu Hospodářských novin, v Právu (rubrice VT), PC Worldu, Businessu Worldu, Reseller Magazínu, a v řadě dalších periodik.[zdroj?]